# José Cuatrecasas
José Cuatrecasas, född den 19 mars 1903 i Camprodon, död den 24 maj 1996 i Washington, D.C., var en spanskamerikansk botaniker. Han fokuserade sin forskning på páramoregionerna i Anderna, särskilt korgblommiga växter och malpigiaväxter. 1950 tilldelades han Guggenheim-stipendiet.
Auktorsnamnet Cuatrec. kan användas för José Cuatrecasas i samband med ett vetenskapligt namn inom botaniken; se Wikipediaartiklar som länkar till auktorsnamnet.